# Deniz Türüç
Deniz Türüç (* 29. Januar 1993 in Enschede) ist ein niederländisch-türkischer Fußballspieler, der aktuell für Istanbul Başakşehir FK spielt.

## Karriere

### Vereine
Türüç kam als Sohn türkischer Einwanderer in Enschede zur Welt. Mit dem Vereinsfußball begann er in seiner Geburtsstadt beim Amateurverein Enschedese Boys und wechselte später in die Nachwuchsabteilung von FC Twente Enschede, dem bekanntesten Verein von Enschede. Später wechselte er in den Nachwuchs von BV De Graafschap und spielte bis zum Sommer 2012 für diesen Verein. Dann unterschrieb er bei Go Ahead Eagles Deventer seinen ersten Profivertrag und gab am 10. August 2012 sein Profidebüt in der Eerste Divisie, als er beim 2:0-Sieg bei Almere City FC eingesetzt wurde. Anfänglich tat sich Türüç schwer, doch in der Rückrunde erkämpfte er sich auf der Position des zentralen Mittelfeldspielers einen Stammplatz und qualifizierte sich mit seinem Verein als Tabellensechster für die Auf-und-Abstiegs-Play-offs. In der ersten Runde setzte sich Go Ahead Eagles Deventer gegen den FC Dordrecht durch, wobei Deniz im Hinspiel ein Tor gelang. Nachdem sich der Verein im Halbfinale gegen VVV-Venlo und im Finale gegen den FC Volendam durchsetzte, kehrte der Verein aus Deventer, die Hauptstadt der Provinz Overijssel, zu der auch Enschede gehört, nach 17 Jahren Abstinenz in die Eredivisie zurück. Auch in der höchsten niederländischen Spielklasse war Türüç Stammspieler und mit zwei Torvorlagen und drei selbsterzielten Treffern trug er dazu bei, dass Go Ahead Eagles Deventer mit dem 13. Platz die Klasse hielt. Im folgenden Jahr musste der Verein als 17. in die Auf-und-Abstiegs-Play-offs, wo sie im Halbfinale gegen BV De Graafschap, dem ehemaligen Verein von Türüç, ausschieden und somit wieder in die Eerste Divisie absteigen mussten.
Nachdem auf ihn mehrere türkische Erstligisten aufmerksam geworden waren, entschied sich Türüç im Sommer 2015 zu einem Wechsel zum zentralanatolischen Verein Kayserispor. Bei den Zentralanatoliern eroberte er sich auf Anhieb einen Stammplatz. In seiner zweiten Saison, der Saison 2016/17, stieg er zum Leistungsträger auf. So bildete er mit seinem Teamkollegen Welliton eines der torgefährlichsten Offensivduos der Liga. Türüç schaffte es in durch seine Leistungen in die türkische Nationalmannschaft und in die Transferlisten der großen Istanbuler Vereine wie Galatasaray Istanbul oder Fenerbahçe Istanbul.
Im Sommer 2019 wechselte Deniz Türüç zu Fenerbahçe Istanbul.

### Nationalmannschaft
Türüç wurde im Februar 2012 für die türkische U-19-Nationalmannschaft nominiert und debütierte für diese am 28. Februar 2012 bei einem Freundschaftsspiel gegen die irische U-19.
2013 entschied sich Türüç seine Nationalmannschaftskarriere für die Niederlande fortzusetzen und absolvierte 2013 zwei Einsätze für die Niederländische U-20-Nationalmannschaft.
Nach seinem Wechsel in die Türkei entschied sich Türüç dazu, fortan für die Türkei aufzulaufen. So nahm er mit der 2. Auswahl der türkischen Nationalmannschaft, der A2-Nationalmannschaft am International Challenge Trophy teil und wurde mit ihr Turnierzweiter.
Nachdem Türüç bei Kayserispor zum Stammspieler aufgestiegen war und zu über einen längeren Zeitraum überzeugen wusste, wurde er im Rahmen zweier A-Länderspiele zum ersten Mal in seiner Karriere im März 2017 vom Nationaltrainer Fatih Terim in das Aufgebot der türkischen Nationalmannschaft nominiert, blieb aber bei dieser ersten Nominierung ohne Einsatz.
Im Freundschaftsspiel vom gegen die moldauische Nationalmannschaft debütierte er für die türkische A-Nationalmannschaft.

## Erfolge
Türkische A2-Nationalmannschaft
- Zweiter International Challenge Trophy: 2013–2015